# Sbarre (Reggio Calabria)
Sbarre (I Sbàrri o A Sbàrra in dialetto reggino) è la VI circoscrizione del comune di Reggio Calabria.

## Morfologia
La circoscrizione di Sbarre confina a nord con il torrente Calopinace, a sud con il torrente Sant'Agata, a ovest con il viale Calabria, a est con le linee di viale Europa e via Ciccarello.
Nato inizialmente come un quartiere esterno al nucleo urbano, è una striscia di edificato che si estende da nord a sud, principalmente seguendo l'asse di via Sbarre Centrale.
Il tessuto urbano non è omogeneo, poiché la zona contiene sia edifici che risalgono ai primi anni del secolo (alcuni anche sopravvissuti al terremoto del 1908, principalmente concentrati lungo Sbarre Centrale), che edifici di edilizia popolare sorti durante il boom edilizio degli anni settanta - ottanta.
Ne risulta una maglia urbana "regolare a tratti", poiché i vari interventi in gran parte di edilizia pubblica ma anche di privati, non hanno tenuto in gran considerazione un disegno di insieme. La viabilità generale della zona è infatti piuttosto caotica.
Il terreno è per lo più pianeggiante, le alture cominciano a est del viale Europa, zona Modena - Ciccarello. La zona compresa fra viale Calabria e via Sbarre Centrale è senza dubbio la zona con la qualità di vita migliore, è una zona molto verde, ordinata e pulita e non ha segni di degrado.

## Sistema viario
L'arteria principale è rappresentata da via Sbarre Centrale, che si estende per circa 2 km, collegando le fiumare Calopinace e Sant'Agata. Per gran parte della sua lunghezza dal 20 settembre 2004 è regolata con circolazione a senso unico in direzione nord.

## Toponimo
Contrariamente a quanto alcuni pensano, non c'è alcun collegamento con la presenza del Carcere di San Pietro collocazione che potrebbe erroneamente indurre a ritenere che il quartiere porti il nome delle "inferriate" tipiche delle celle delle prigioni; inoltre non esiste alcuna relazione neanche con l'utilizzo di "corpi contundenti" quali verghe o spranghe durante la Rivolta di Reggio del 1970. Il toponimo veniva usato già da prima della costruzione del Carcere (1932).
Potrebbe trattarsi della dialettizzazione femminile "Le Sbarre" della voce latina di origine mediterranea "Barra" che indica degli "accumuli sabbiosi o detritici formati dalla corrente marina o dallo scorrere di fiumi o torrenti nei pressi di una foce". Il termine "barra" è stato adoperato per rendere l'idea di qualcosa che impedisce o rallenta il decorso, il libero scorrimento o il fluire di qualcosa o di qualcuno. In geografia si utilizza per qualsiasi agglomerato naturale o manufatto artificiale che ostacola il normale passaggio, rappresentando in concreto un effettivo "sbarramento".
Nel caso specifico, vista la collocazione geografica tra le fiumare Calopinace e Sant'Agata, il nome troverebbe giustificazione dalla difficoltà di un tempo nel guadare questi corsi d'acqua per raggiungere le proprietà private o per il semplice attraversamento a causa della presenza di "formazioni arenose" lungo il loro corso e fino all'estuario o da resistenti "staccionate" costruite appositamente dall'uomo.
L'espressione latina "Ex Barrae" (da cui forse "Sbarre"), con funzione privativa ad indicarne una peculiarità passata, sarebbe stata adottata nel periodo in cui l'attraversamento del Calopinace e del Sant'Agata non costituì più un problema e fu agevolato dalla realizzazione delle prime solide strutture per il transito o da percorsi sicuri e carrabili.
Ma più probabilmente, il termine potrebbe essere una forma vernacolare dell'espressione ispanica "Los Barrios" (cioè "I Quartieri") ad identificare sommariamente una borgata reggina cresciuta frettolosamente oltre le mura urbiche e già per l'epoca spiccatamente popolare e caotica. Difatti, sappiamo che in epoca spagnola, re Ferrante fece eseguire nel 1458 le modifiche più sostanziali al Castello Aragonese con le due grosse torri merlate verso sud alzando il castello di svariati metri per consentire ai cannoni di colpire fin'oltre al quartiere extraurbano di Sbarre, oltre los Barrios appunto.

### Ulteriori ipotesi
- "Barra" racchiude poi un secondo significato, il non meno trascurabile sinonimo di "difesa" o "riparo".
- Il termine attuale può aver attinto dal francese "Les Barres" o magari dal castigliano "Las Barras" nel periodo della presenza a Reggio degli Angioini o sotto il governo di Gioacchino Murat o durante la dominazione aragonese o spagnola.
- "Le Sbarre" con il significato di "traverse o vicoli secondari" farebbe riferimento al suo primitivo impianto viario caratterizzato dalla mancanza assoluta di strade larghe ed ordinate, un'ubertosa area di campagna che era un susseguirsi continuo di sentieri tortuosi, mulattiere e trazzere.
- Poiché oltre a via Sbarre centrale esistono anche via Sbarre superiore e via Sbarre inferiore, che sono tra di loro parallele e provengono da sud, un'altra ipotesi si riferisce all'antica presenza, in corrispondenza dei tracciati delle tre vie, delle sbarre della dogana per l'accesso in città delle merci.
- Infine potrebbe esser stata abitudine diffusa dei proprietari terrieri di queste contrade impedire l'accesso non autorizzato ai propri appezzamenti mediante l'utilizzo di "sbarre metalliche" o protezioni similari.

Inoltre il termine "Barra" risulta curiosamente presente con i medesimi significati di quelli italiani anche nella toponomastica di località del Portogallo, della Spagna, della Francia, del Brasile e dell'America Latina.

## Chiese e luoghi di culto
- Chiesa di San Pietro
- Chiesa di Santa Maria di Loreto
- Chiesa di Santa Maria delle Grazie (Graziella)
- Chiesa dell'Itria (o chiesa delle Catene)
- Chiesa di San Francesco d'Assisi
- Chiesa ortodossa di San Paolo dei greci
- Chiesa Evangelica via San Giuseppe
- Tempio Sikh via Pio XI

## I Fatti di Reggio

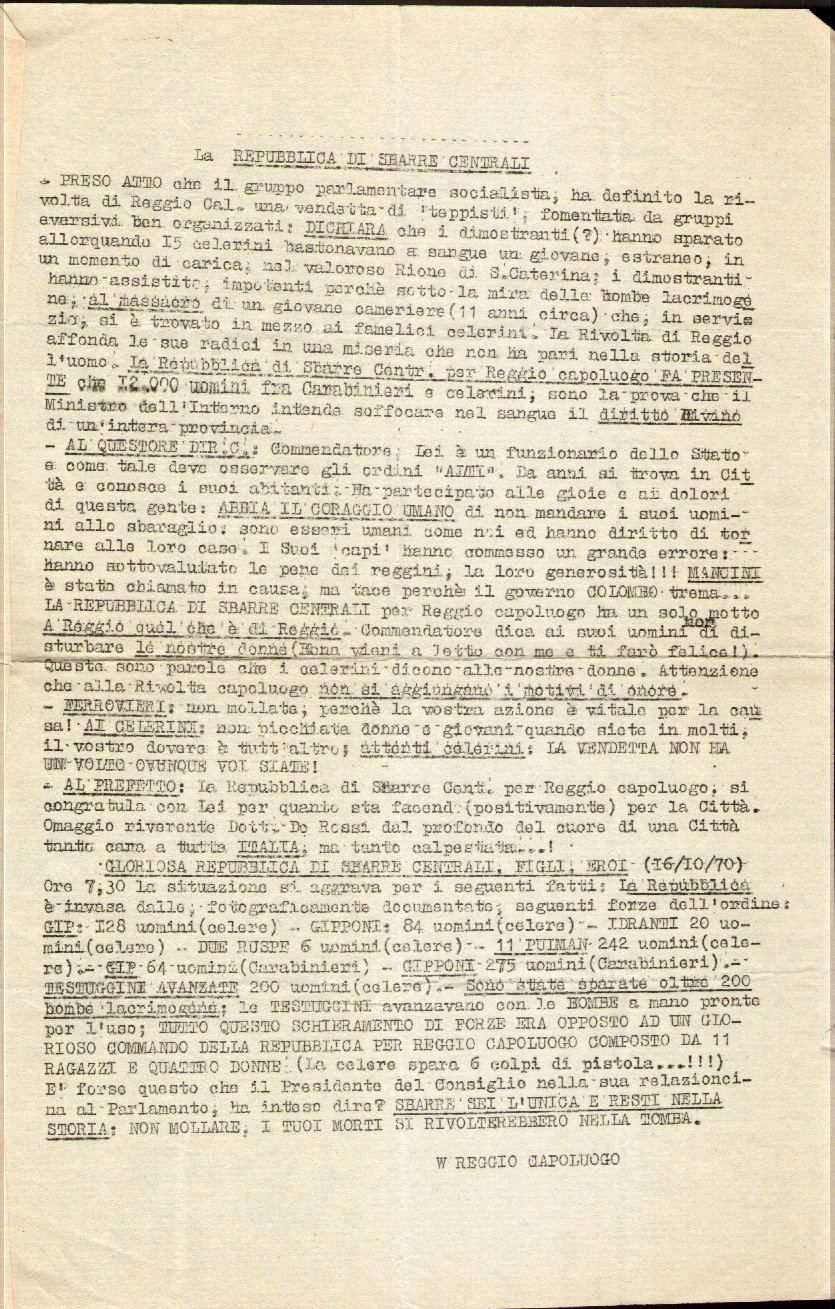
Volantino dattiloscritto intestato alla Repubblica di Sbarre Centrali

Agli inizi degli anni settanta il quartiere di Sbarre fu, assieme al quartiere di Santa Caterina, uno dei protagonisti dei Fatti di Reggio.
Proprio in questo quartiere si esercitò l'opera di Ciccio Franco, uno dei principali promotori della rivolta che proprio per questo motivo fu sprezzantemente battezzato dai media Caporione di Sbarre.
La rivolta, per quanto cruenta e sanguinosa, ebbe anche dei lati singolari: proprio per sottolineare il totale disprezzo per il governo in carica, i cittadini del quartiere dichiararono polemicamente la loro scissione dall'Italia e si autoproclamarono Repubblica di Sbarre Centrali.

## Il "208"

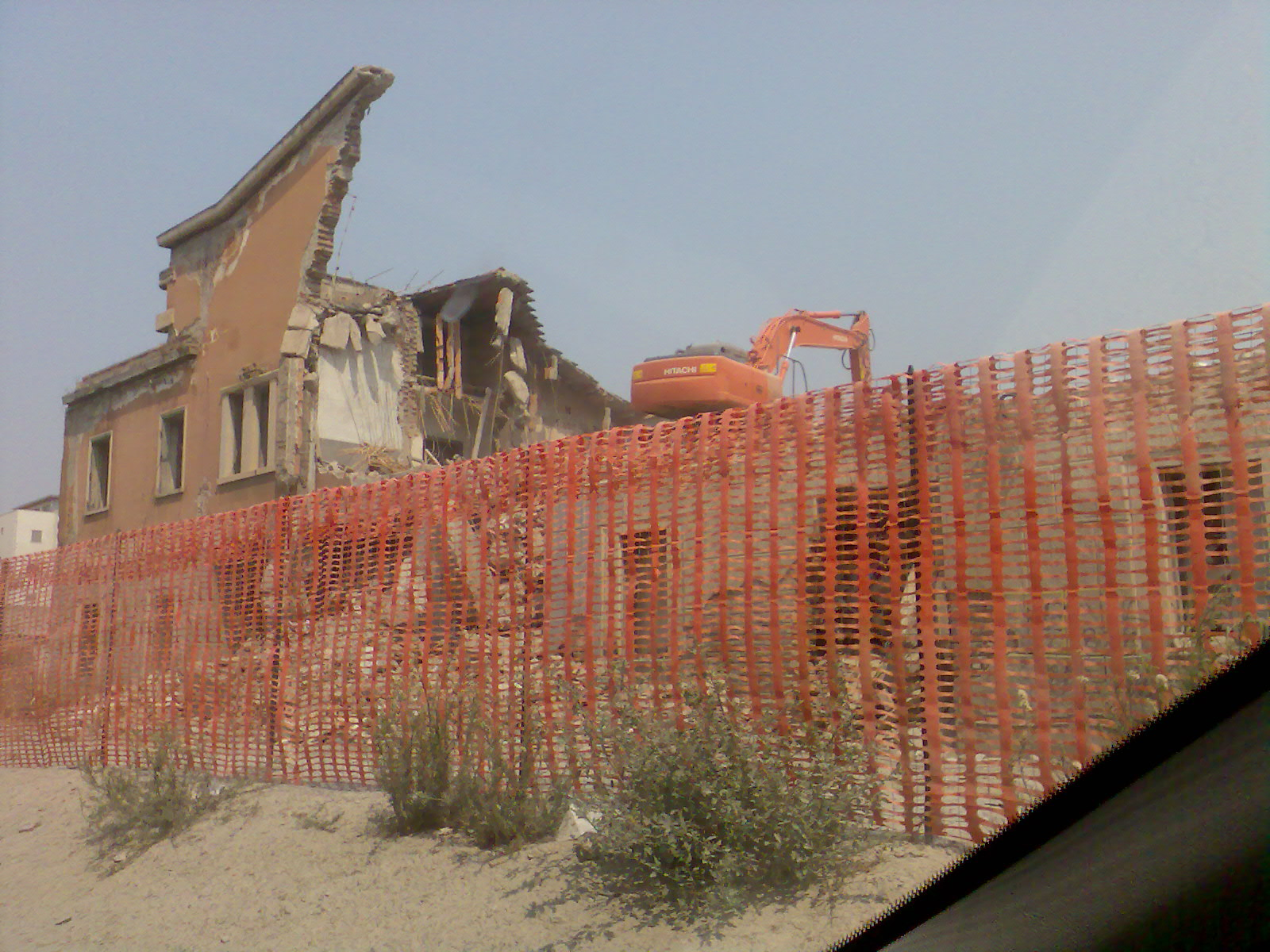
Lavori di demolizione dell'ex caserma Cantaffio

Nel cuore di Sbarre, in via Sbarre Superiore, sorgeva l'ex-caserma "Cantaffio", dove era anticamente stanziato il 208º fanteria dell'esercito italiano.
Nel 1972 una ondata di piena del torrente Sant'Agata distrusse i due accampamenti nomadi sorti nel dopoguerra sulle sponde di tale corso d'acqua; in seguito a ciò il prefetto dell'epoca ordinò il "provvisorio" alloggiamento di tali nomadi all'interno dell'ex struttura militare.
La provvisorietà di tale provvedimento d'emergenza fu colpevolmente non risolta dalle amministrazioni comunali che si susseguirono nei successivi trent'anni; l'accampamento rom si trasformò ben presto in una baraccopoli infestata da topi e in critiche condizioni igieniche (almeno due bambini morirono per infezioni dovuta alla scarsa igiene; a rendere ancora più grave la presenza di tale baraccopoli fu la sua vicinanza con l'Ospedale Eugenio Morelli, nosocomio cittadino anch'esso sorto agli inizi degli anni settanta sfruttando un'altra ala dell'ex caserma.
L'ex amministrazione Scopelliti avviò un progetto, completato dalle amministrazioni successive, volto a sanare l'incresciosa situazione dell'ex caserma Cantaffio; la prima fase di tale progetto, ha visto il trasferimento dei rom in vari alloggi comunali e l'abbattimento sia della baraccopoli che del vecchio Ospedale Morelli, mentre la seconda fase, svolta in collaborazione con la Regione Calabria, ha visto la ricostruzione ex novo e la riattivazione del nuovo ospedale "Eugenio Morelli", nonché la bonifica della restante parte dell'area.
È stato proposto di intitolare la nuova area, già destinata a diventare un piccolo parco urbano con corsi d'acqua, verde, e giochi per i più piccoli al servizio della cittadinanza, a don Lillo Altomonte, il parroco del rione Modena che nel 1972, in un momento di grande emergenza ricoverò i nomadi, travolti dalla piena del Sant'Agata, nei padiglioni abbandonati del 208.
Recentemente l'area è stata inclusa nel progetto del nuovo Ospedale Modelli il quale è in fase di ampliamento.